# 130 William
130 William è un grattacielo residenziale del Financial District di Manhattan . L'edificio è stato sviluppato da Lightstone ed è stato progettato dall'architetto britannico Sir David Adjaye .

## Storia
Lightstone ha acquistato l'ex edificio per uffici di 12 piani in 130 William Street a maggio 2014 per $ 60 milioni. Otto mesi dopo, la società ha presentato i piani di Hill West Architects per un edificio a 50 piani di uso mista che avrebbe raggiunto un'altezza di 177 metri e avrebbe contenuto un hotel e 188 appartamenti. Tuttavia, i nuovi piani presentati all'inizio del 2017 hanno rimosso la parte dell'hotel e aumentato le dimensioni dell'edificio alla sua altezza attuale.
Nel marzo 2017, il progetto ha garantito finanziamenti per $ 305 milioni e ha iniziato la costruzione. L'installazione della facciata è iniziata nell'ottobre 2018. L'altezza massima è stata raggiunta nel maggio 2019. 130 William è stato anche riconosciuto come lo sviluppo di condomini di lusso più venduto a New York nel 2018 e nel 2019.

## Architettura e design
La facciata personalizzata di William, realizzata a mano, presenta grandi finestre ad arco e dettagli bronzati. Alto 240 metri e con 66 piani è composto da 242 residenze e oltre 2000 metri quadrati di servizi. L'edificio includerà anche un nuovo parco pubblico, anch'esso progettato da Adjaye.
130 William si trova a pochi passi dal nuovo hub di transito di Fulton Street, che fornisce l'accesso a 11 linee della metropolitana. L'edificio è anche immediatamente adiacente a Tribeca, South Street Seaport, al Ponte di Brooklyn, nonché ad alcuni dei migliori ristoranti di New York, ai negozi principali e ad altri luoghi culturali.